# Aeroport de Luena
L'aeroport de Luena (codi IATA: LUE, codi OACI: FNUE) és un aeroport que serveix Luena a la província de Moxico a Angola.
Tant la VOR-DME (Ident: VUE) com la balisa no direccional de Luena (Ident: UE) es troba al camp.

## Aerolínies i destins
| Aerolínies           | Destinacions |
| -------------------- | ------------ |
| TAAG Angola Airlines | Luanda       |